# Varî, Bereg
Varî (în ucraineană Вари) este o comună în raionul Bereg, regiunea Transcarpatia, Ucraina, formată numai din satul de reședință.

## Demografie
Componența lingvistică a comunei Varî
     Maghiară (98,09%)
     Ucraineană (1,59%)
     Alte limbi (0,22%)
Conform recensământului din 2001, majoritatea populației comunei Varî era vorbitoare de maghiară (98,09%), existând în minoritate și vorbitori de ucraineană (1,59%).